# Alekséi Shchotkin
Alekséi  Shchotkin (Taldykorgan, 21 de mayo de 1991) es un futbolista kazajo que juega de delantero en el F. K. SKA Rostov del Don.

## Selección nacional
Es internacional con la selección de fútbol de Kazajistán. Debutó el 14 de agosto de 2013, y lo hizo con una victoria por 1-0 frente a la selección de fútbol de Georgia.
Su primer gol con la selección llegó el 18 de febrero de 2015 frente a la selección de fútbol de Moldavia.

## Clubes
| Club                             | País       | Año       |
| -------------------------------- | ---------- | --------- |
| F. C. Zhetysu                    | Kazajistán | 2010-2013 |
| F. C. Atyrau                     | Kazajistán | 2013-2014 |
| F. C. Taraz                      | Kazajistán | 2014      |
| F. C. Astana                     | Kazajistán | 2015-2020 |
| F. C. Aktobe (cedido)            | Kazajistán | 2016      |
| F. C. Tobol (cedido)             | Kazajistán | 2017      |
| F. C. Ordabasy Shymkent (cedido) | Kazajistán | 2019      |
| F. C. Rotor Volgogrado           | Rusia      | 2021-2022 |
| F. C. Kubán Krasnodar            | Rusia      | 2022-2023 |
| F. K. SKA Rostov del Don         | Rusia      | 2024-     |

## Palmarés

### Títulos nacionales
| Título                     | Club         | País       | Año  |
| -------------------------- | ------------ | ---------- | ---- |
| Supercopa de Kazajistán    | F. C. Astana | Kazajistán | 2015 |
| Liga Premier de Kazajistán | F. C. Astana | Kazajistán | 2015 |
| Supercopa de Kazajistán    | F. C. Astana | Kazajistán | 2018 |
| Liga Premier de Kazajistán | F. C. Astana | Kazajistán | 2018 |
| Supercopa de Kazajistán    | F. C. Astana | Kazajistán | 2020 |